# 130P/McNaught–Hughes
130P/McNaught–Hughes ist ein periodischer Komet im Sonnensystem. Er benötigt 6,65 Jahre für einen Umlauf um die Sonne und hat einen Durchmesser von 4,2 km.
Der Komet wurde am 30. September 1991 von Robert H. McNaught auf einer Aufnahme von Shaun M. Hughes entdeckt, die mit dem  UK-Schmidt-Teleskop am Siding-Spring-Observatorium gemacht wurde. Die Sichtung wurde durch McNaught am 1. Oktober 1991 durch eine weitere Aufnahme mit dem Uppsala Southern Schmidt-Teleskop bestätigt.
Im April 1997 wurde der Komet unabhängig voneinander von den Astronomen J. V. Scotti am Lunar and Planetary Laboratory in Arizona sowie Akimasa Nakamura am Kuma Kogen Astronomical Observatory wiederentdeckt. J. Larsen fand den Kometen auf Bildern, die am 16. April 1997 mit dem 0,9 Meter Spacewatch-Teleskop am Kitt Peak aufgenommen wurden.
Der Komet trägt den Namen seiner Entdecker McNaught und Hughes.